# Rinodina malangica
Rinodina malangica är en lavart som först beskrevs av Norman, och fick sitt nu gällande namn av Johann Franz Xaver Arnold. Rinodina malangica ingår i släktet Rinodina och familjen Physciaceae.  Artens status i Sverige är: Ej påträffad. Inga underarter finns listade i Catalogue of Life.